# Zijadat Allah III
Zijadat Allah III ibn Abdallah (Abu Muda) (arab. أبو مدا زيادات الله الثالث) (? – zm. 916) był jedenastym i ostatnim emirem z dynastii Aghlabidów panujących w Ifrikijji w latach 903–909.
Doszedł do władzy po zamordowaniu swego ojca Abdallaha II w 903. Natychmiast stracił wszystkich braci i stryjów by wyeliminować wszelkich rywali. Chociaż ta masakra ochroniła tymczasowo jego pozycję, to dynastia Aghlabidów utraciła resztki prestiżu jaki miała w oczach ludu.
Plemię Kutama pod wodzą Abu Abd Allaha asz-Szi'iego w dalszym ciągu zyskiwało siłę i było w stanie zdobyć miasto Satif – po dwóch wyprawach Aghlabidów w 905 i 906 zakończonych niepowodzeniem, Asz-Szi'i przeszedł do kontrataku. Po podbiciu południa Ifrikijji oddziały Aghlabidów zostały całkowicie rozbite pod al-Aribus 18 marca 909. W nocy 20 marca emir opuścił Al-Rakkadę i uciekł do Egiptu. Cała Ifrikijja była teraz w rękach plemienia Kutama, a dynastia Aghlabidów upadła.
Zijadatowi Allahowi III udało się uciec na Bliski Wschód, lecz nie był w stanie zapewnić sobie pomocy ze strony Abbasydów, by odzyskać emirat. Zmarł w 916 w Palestynie.